# 许礼进
许礼进（1975年12月—），男，中华人民共和国企业家，第十三届全国政协委员。

## 生平
1998年7月毕业于南昌大学机械工程及自动化专业。1998年7月进入奇瑞汽车股份有限公司工作，历任设备科科长、设备部部长。2007年8月至2014年12月任埃夫特智能装备股份有限公司总经理，2015年至2019年4月任埃夫特智能装备股份有限公司董事长兼总经理，2019年4月起任埃夫特智能装备股份有限公司董事长。
2018年1月，代表中华全国青年联合会界别当选第十三届全国政协委员。同时还入选国家“万人计划”领军人才、安徽省战略性新兴产业技术领军人才、“安徽省特支计划”创新领军人才、安徽省115创新团队带头人等多项人才计划，是享受国务院特殊津贴专家、2016年安徽省优秀科技工作者、安徽省2015年度十大经济人物，兼任中国机器人产业联盟副理事长。